# Palais Ofenheim

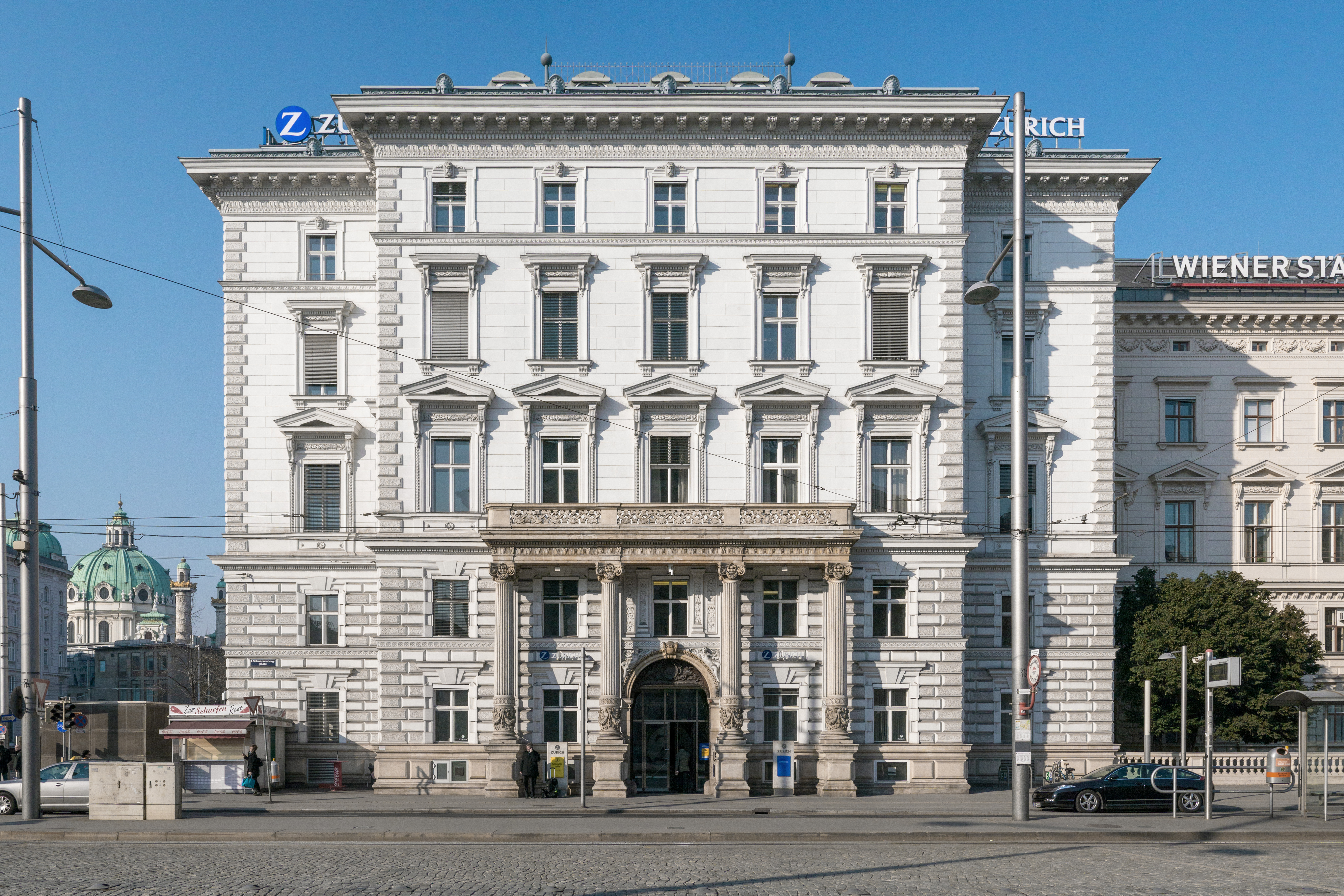
Palais Ofenheim

Le Palais Ofenheim est un palais urbain viennois situé sur le Ring dans l'Innere Stadt de Vienne. 
Le palais a été construit en 1868 sur les plans des architectes August Schwendenwein et Johann Romano pour l'industriel ferroviaire Victor Ofenheim, Ritter von Ponteuxin. Le palais appartient maintenant à Zurich Insurance Austria, qui l'utilise comme immeuble de bureaux. 

## Littérature
- Barbara Dmytrasz: La Ringstrasse. Amalthea, Vienne 2008.  (ISBN 978-3-85002-588-1) .

## Liens web
- zurich.at - La Maison de Zurich, anciennement Palais Ofenheim
- Eintrag über
- planet-vienna.com - Palais Ofenheim
- Le palais d'Ofenheim et son constructeur (PDF; 226   ko)

## Source de traduction
- (de) Cet article est partiellement ou en totalité issu de l’article de Wikipédia en allemand intitulé « Palais Ofenheim » (voir la liste des auteurs).